# Sisigambis

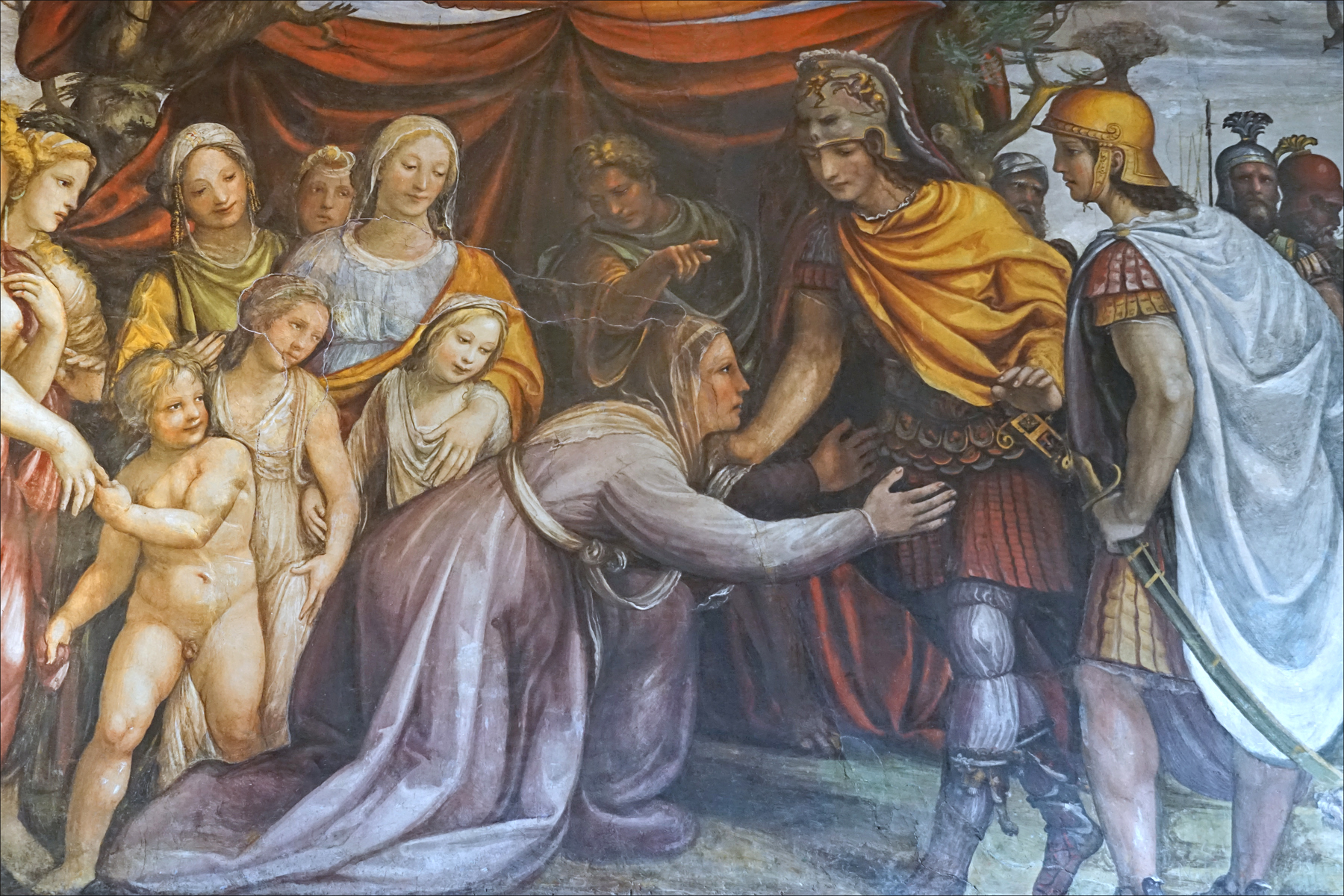
Sisigambis pidiendo clemencia a Alejandro.

Sisigambis (En griego antiguo: Σισύγγαμβρις Sisyggambis), madre de Darío III Codomano, fue parte de la familia real que Alejandro Magno capturó después de haber sido abandonados por su hijo el rey persa, quien escapó a toda prisa olvidando a su familia, entre cuyos miembros se pueden nombrar los siguientes:
- Sisigambis, reina madre.
- Estatira, reina consorte.

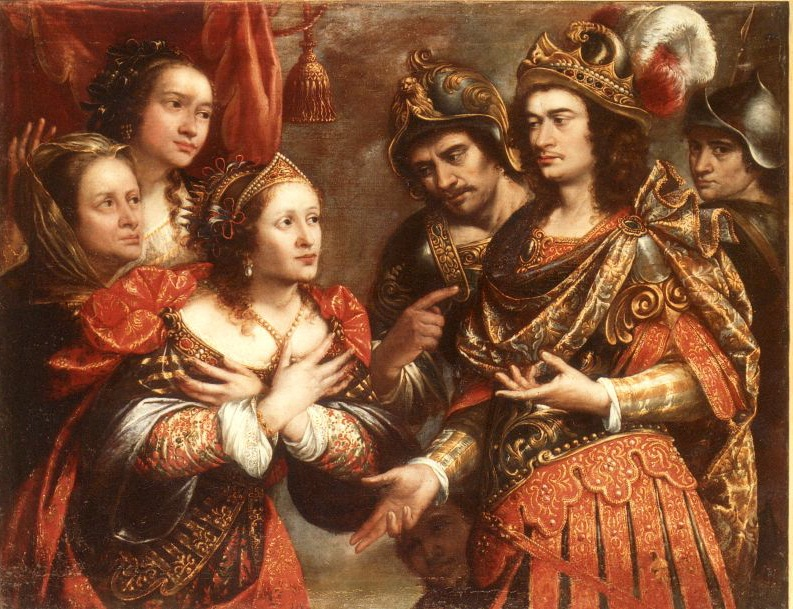
La família de Darío delante de Alejandro Magno. En esta obra aparece Sisigambis y su hija Estatira. Pintura de Justus Sustermans conservada en la Biblioteca Museo Víctor Balaguer.

- Barsine-Estatira y Dripetis, princesas reales.
- Oco, príncipe infante.

## Sisigambis y Alejandro
Bondad y respeto son mostrados por parte de Alejandro al honrar el rango de la familia real persa ante su ejército, y al no causarle daño, como bien pudo haberlo hecho. Este gesto, inusual durante una guerra, le demuestra a la reina madre que él es un hombre de honor; así pues, cuando se le presenta la oportunidad de escapar del «cautiverio» de su joven anfitrión, ella rehúsa huir y permanece a su lado, teniendo audiencias con Alejandro gracias a un intérprete.
A la muerte de Alejandro en Babilonia, la reina se deja morir de inanición por haber fallecido su protector.